# Kingston Karma
Discographie de Pierpoljak
Tracks and dubplates
(1997) Je fais c'que j'veux
(2000)
Discographie de Pekah Machine
Plus de cœur égal soleil
(2000)
Kingston Karma est le troisième album de Pierpoljak, sorti en 1998. 
Certifié disque de platine, il contient quelques chansons emblématiques de Pierpoljak telles que Je sais pas jouer, Cultivateur moderne ou Pierpoljak.

## Liste des morceaux
1. Je Sais Pas Jouer - 4:11
2. Cultivateur Moderne - 4:19
3. La Poule Aux Œufs D'Or - 3:29
4. Pierpoljak - 3:45
5. À L'intérieur - 4:36
6. Je Descends Le Bar - 4:04
7. Ready Anytime (ft Lisa Danger) - 3:51
8. Police (ft Joe Lickshot) - 3:53
9. Voila Le Soleil - 4:02
10. Déesse - 3:48
11. Mon Imagination - 4:08
12. Si Ca Ment - 3:24
13. Pekah Machine - 4:33
14. Pierpoljak (Radio Edit) - 3:50

## Classements

### Classements hebdomadaire
| Classement (1999) | Meilleure position |
| ----------------- | ------------------ |
| France (SNEP)     | 5                  |

## Certification
| Région                                                                                                 | Certification | Ventes/Streams |
| --- | ------------- | -------------- |
| France (SNEP)                                                                                          | Platine       | x              |
| *Ventes selon la certification ^Mise en rayon selon la certification xNon précisé par la certification |               |                |